# Casa al n.25 bis di rue Franklin
La casa al n.25 bis di rue Franklin è un edificio residenziale plurifamiliare ubicato a Parigi e progettato nel 1903-1904 dagli architetti francesi Gustave e Auguste Perret.

## Descrizione

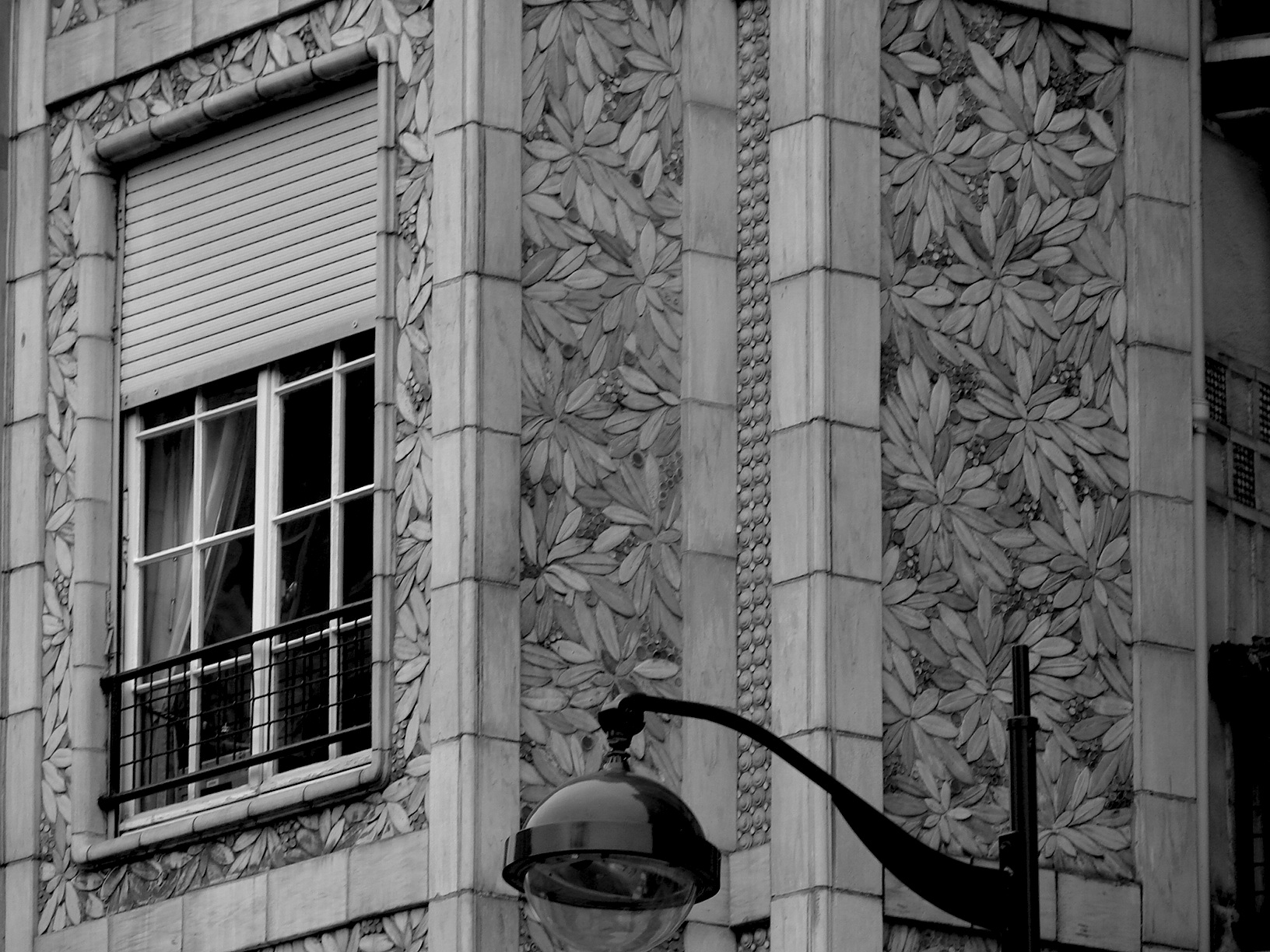
Le ceramiche con decorazione floreale, oltre ad avere uno scopo pratico di protezione del cemento armato sottostante, possiedono un significato ornamentale e simbolico. Esse, infatti, alludono alla distinzione tra lo scheletro strutturale dell'edificio (la charpente) e il suo tamponamento

Il fabbricato si inserisce in un lotto di piccole dimensioni, delimitato lateralmente da due muri ciechi e situato lungo la rue Franklin, a poca distanza da Trocadéro, nel XVI arrondissement di Parigi. Per far fronte ai vincolanti limiti imposti dal lotto, i fratelli Perret decisero di ricorrere alla tecnologia del cemento armato: si trattava di un materiale costruttivo all’epoca ancora sperimentale – il primo edificio interamente in cemento era stato realizzato solo quattro anni prima, nel 1899, da François Hennebique –  ma che, malgrado il suo costo ancora elevato, comportava numerosi vantaggi, fra i quali quello di ottenere una maggiore altezza fabbricabile, nonché una spazialità interna più libera.
Per ovviare alle limitate dimensioni del lotto, dunque, i Perret predisposero una struttura in cemento armato articolata intorno a una pianta a U, con la corte di 12 m2 – tradizionalmente interna – collocata in facciata, lungo il ciglio stradale. Questa scelta planimetrica consente di dotare ciascun appartamento di un’ampia visuale su Parigi. L’edificio si compone di dieci piani: al piano terra trovano collocazione gli uffici, tra cui la sede stessa dello studio di progettazione di Perret, che si interfaccia con rue Franklin tramite ampie vetrate. Il retro ospita la scala di servizio, l’ascensore e la scala principale, ed è interamente vetrato con mattonelle esagonali a nido d’ape, lasciando intravedere così la struttura. I piani superiori ospitano le varie unità abitative: fulcro distributivo degli appartamenti è il salone, fiancheggiato lateralmente da una sala da pranzo e da una camera da letto. Nei corpi aggettanti si aprono due boudoir, mentre la cucina e i servizi igienici sono collocati in ambiti più privati, rispettivamente lungo il muro cieco e sul tergo dell’edificio. L’adozione di uno scheletro in cemento armato consente, come già accennato, di adottare un plan libre dove le tramezze e le murature sono fortemente razionalizzate, se non spesso soppresse. Rovesciando la gerarchia delle residenze parigine, infine, il piano nobile è collocato all’ultimo livello, in un toit terrasse dove poter contemplare la Senna e il paesaggio urbano di Parigi. Come riporta Auguste Perret, che andrà ad abitare in uno degli appartamenti dell’immobile, “di giorno si possono vedere le gradinate di Longchamp e il traguardo […] e scoprire anche Saint-Cloud, Mont Valérien, l’acquedotto di Marly e il castello di Saint Germain”.
Come metodo di controllo dei rapporti tra le parti, sia in prospetto che in facciata, Perret ricorre a tracciati proporzionali e geometrici, riallacciandosi in questo modo al tema del classico, ma esprimendolo attraverso i nuovi materiali costruttivi della contemporaneità. La facciata principale presenta così un’impaginazione equilibrata e razionale, ma dinamizzata dall’emergenza dei due corpi laterali. Se, inoltre, nel prospetto sul retro risulta leggibile l’ossatura strutturale, sulla facciata principale i pochi muri non finestrati sono rivestiti da pannelli ceramici realizzati da Alexandre Bigot (1862-1927) ornati con carnosi disegni floreali, memori della lezione dell'art Nouveau. Questa scelta di rivestimento è da ricondurre sia a motivazioni funzionali, così da proteggere il cemento armato sottostante, che di ordine ornamentale e simbolico. Con l’applicazione delle mattonelle laddove non vi erano pilastri bensì setti continui, infatti, Perret aveva la possibilità di trasfigurarli riconducendoli idealmente a una struttura a scheletro (la charpente). Si manifesta, dunque, la volontà di non applicare in maniera acritica una tecnica costruttiva, bensì di dare vita a un organismo architettonico che, attraverso i suoi vari componenti – la struttura, il rivestimento – è debitamente ispirata ai principi propri di questa disciplina.